# Gereformeerd Politiek Verbond
Gereformeerd Politiek Verbond (deutsch Reformierter Politischer Verband) hieß eine politische Partei in den Niederlanden, die von 1948 bis 2003 existierte. Sie war streng-protestantisch im Sinne der Gereformeerden. Als sogenannte Bekenntnispartei ging es ihr um die Vertretung eines Standpunktes, nicht um politischen Einfluss. Sie erhielt bei den Kammerwahlen ab 1963 jeweils etwa ein Prozent der Stimmen und stellte einen oder zwei Abgeordnete. Sie hatte bis zu 14.000 Mitglieder, die nach Parteiauffassung alle einer freigemachten Kirche angehören sollten. 2001 schloss sie sich mit der Reformatorische Politieke Federatie zur ChristenUnie zusammen.

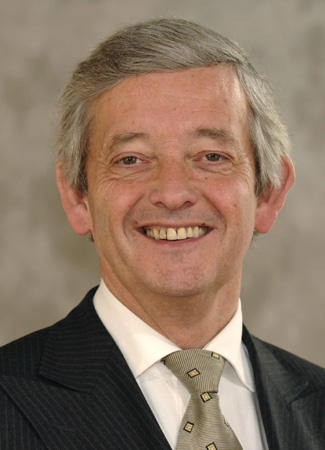
Eimert van Middelkoop war seit 1989 Mitglied der Zweiten Kammer für die GPV. Später wurde er für die ChristenUnie Verteidigungsminister im letzten Balkenende-Kabinett (2007–2010).

Die Gründung des GPV war eine Folge einer Kirchenspaltung im Jahre 1944, aus der die Vereinigung der Reformierte Kirchen in den Niederlanden (befreit) entstand. Diese hatte sich losgelöst von den Gereformeerden, weil sie sich als ungerecht behandelt empfanden. In politischer Hinsicht löste sich die Gruppe auch von der ARP, eine traditionell streng-protestantische Partei. Der endgültige Bruch zwischen ARP und einem Vorläufigen Bund der Freien Wahlvereinigungen kam 1950, und seitdem hatte der GPV seinen Namen.
Die Partei berief sich auf einen protestantischen Staatsdenker des 19. Jahrhunderts, Guillaume Groen van Prinsterer. Sie wollte eine starke Monarchie mit einem König, der Gesetze anhand einer christlichen Verfassung prüft. Ihr allgemeiner oder weiterer Vorstand war der Generale Verbondsraad und der engere Vorstand (dagelijks bestuur in der niederländischen Tradition) der Centrale Verbondsraad. Beide nahmen nur Mitglieder der freigemachten Kirchen auf, die als die wahren Kirchen zu betrachten seien. In einzelnen Ortsgruppen, den kiesverenigingen (Wahlvereinigungen) konnte dies anders geregelt sein. Im Gegensatz zur traditionellen streng-protestantischen SGP durften Frauen politisch aktiv sein.

## Belege
1. ↑  George Harinck, Hugo Scherff: Oude wijn in nieuwe zakken : over de continuïteit in politieke visie en standpunten tussen GPV en RPF en de ChristenUnie, 2010, S. 134.
2. ↑  Reformatorisch Staatkundig Verbond? : over de samenwerking tussen SGP, GPV en RPF (1975-2000), S. 54/55.